# 윤서빈
윤서빈(1999년 12월 14일 ~)은 대한민국의 가수이자 배우이다.

## 드라마
- 2020년 : 라이프타임 《인어왕자:더 비기닝》- 윤재범 역
- 2021년 : 《정답을 찾을 수 없습니다》
- 2022년 : 《깨물고 싶은》
- 2022년 : 《변론을 시작하겠습니다》
- 2022년 : 《풍덕빌라 304호의 사정》 - 재윤 역
- 2024년 : 《레디 투 비트》 - 은석 역

## 음반
- 2020년 : 터치미 이프 유캔
- 2021년 : Starlight
- 2022년 : 깨물고 싶은